# Camilla Martelli
Camilla Martelli (c. 1545 - 30 de mayo de 1590) fue primero la amante y luego la segunda esposa del Gran Duque de Toscana, Cosme I de Médici. Ella era la madre de Virginia de Médici, futura duquesa de Módena.

## Biografía
Nacida en una de las familias más importantes de la aristocracia florentina, Camilla era la hija de Antonio Martelli y Fiammetta Soderini. Elogiada por su belleza, después de la muerte de Leonor de Toledo, la primera esposa de Cosme y después del final de la relación de este con Leonor de Albizi, Camilla se convirtió en la amante de Cosme a pesar de ser 26 años menor que él. Camilla estaba junto a él durante su vejez, cuando a causa de su mala salud se retiró a la vida privada en la villa di Castello, abdicando en favor de su hijo Francisco I de Médici.
Camilla tuvo una hija con Cosme en 1568, Virginia, pero ella siempre estaba resentida por los hijos del primer matrimonio de Cosme. A pesar de su oposición, Cosme se casó con Camilla en 1570, por orden explícita del Papa Pío V. Sin embargo, el matrimonio era morganático, y a Camilla no se le dio el título de Gran Duquesa. En respuesta a las quejas de su hijo Francisco, Cosme escribió: «Soy un privado y me casé con una dama florentina, y de buena familia», lo que significaba que porque ya no era gran duque, que era libre de elegir a su esposa de cualquier rango de la sociedad. Su hija, Virginia, fue legitimada e integrada en la línea de sucesión de la Toscana.
Camilla fue el foco principal de amargas discusiones entre Cosme y sus hijos en su vejez. No estaban de acuerdo con su apetito por el lujo ostentoso, que pareció vulgar en comparación con la elegancia de buen gusto de su difunta esposa Leonor de Toledo. El Gran Duque, por no despertar el escándalo, se recluyó y prohibió las fiestas y celebraciones oficiales.
En 1574 Cosme I, que había sufrido al menos un accidente cerebrovascular, tenía movilidad limitada y era incapaz de hablar debido a problemas circulatorios; murió el 30 de abril. Después de su muerte, Camilla se vio obligada a retirarse al convento florentino de la Murate a los veintinueve años, donde no ocultó sus esperanzas de casarse de nuevo. Debido a sus quejas, y los caprichos de la verdadera histeria, fueron las propias hermanas a pedir al Gran Duque transferirla a otra parte, en el convento de Santa Mónica, donde había sido criada cuando niña. Se le permitió abandonar el convento sólo para asistir a la boda de su hija Virginia, el 6 de febrero de 1586, con César de Este, nieto de Alfonso I de Este, duque de Ferrara. Deseosa de disfrutar de una mayor libertad después de la muerte de Francisco I, le preguntó al Gran Duque Fernando I si podía de dejarla salir del convento. Se le concedió su deseo y pudo vivir en la villa de Lappeggi. Pero después de una serie de crisis políticas, la obligó a regresar a Santa Mónica, donde murió en 1590.